# Sonnenbuchstabe
Als Sonnenbuchstaben (arabisch حروف شمسية, DMG ḥurūf šamsiyya) bezeichnet man diejenigen Buchstaben des arabischen Alphabets, die im Hocharabischen beim Aufeinandertreffen mit dem bestimmten arabischen Artikel ال al dessen /⁠l⁠/ assimilieren. Die Assimilation des Artikels beschränkt sich dabei allein auf die Aussprache und schlägt sich nicht in der Schrift nieder. Der Name „Sonnenbuchstabe“ leitet sich von dem arabischen Wort šams „Sonne“ ab, dessen initiales /ʃ/ zu den Konsonanten zählt, die assimiliert werden: vgl. الشمس aš-šams ‚die Sonne‘. Das ل des Artikels wird in der DIN-31635-Umschrift in den Initialkonsonanten des Folgewortes umgewandelt.

Das arabische Alphabet mit den Sonnenbuchstaben (in Rot)

Zu den Sonnenbuchstaben zählen 14 Buchstaben, die an der gleichen oder ähnlichen Stelle wie das /l/ gebildet werden (Vorderzungen- oder apikale Konsonanten), nicht jedoch das Dschīm. Dieses und alle anderen Konsonanten assimilieren das /l/ nicht, sie werden als „Mondbuchstaben“ bezeichnet: vgl. القمر al-qamar ‚der Mond‘.
Alle Sonnenbuchstaben jeweils mit einem Beispiel:
- Tāʾ: التعليم / at-taʿlīm (die Bildung)
- Ṯāʾ: الثورة / aṯ-ṯaura (die Revolution)
- Dāl: الدولة / ad-daula (der Staat)
- Ḏāl: الذرة / aḏ-ḏarra (der Mais, das Atom)
- Rāʾ: الرئيس / ar-raʾīs (der Präsident)
- Zāy: الزيت / az-zayt (das Öl)
- Sīn: السكر / as-sukkar (der Zucker)
- Šīn: الشمس / aš-šams (die Sonne)
- Ṣād: الصندوق / aṣ-ṣundūq (die Kiste, die Schachtel)
- Ḍād: الضيف / aḍ-ḍaif (der Gast)
- Ṭāʾ: الطاولة / aṭ-ṭāwila (der Tisch)
- Zā': الظهر / aẓ-ẓuhr (der Mittag, der Rücken)
- Lām: اللغة / al-luġa (die Sprache)
- Nūn: النوم / an-naum (der Schlaf)